# Silvia Farina Elia
Silvia Farina Elia (Milán, Italia, 27 de abril de 1972) es una extenista italiana, ganadora de tres torneos de la WTA, y que llegó a ser número 11 del ranking de la WTA.